# وینچ ساسوت
وینچ ساسوت (انگلیسی: Vicenç Sasot; ۲۱ ژانویهٔ ۱۹۱۸ – ۱۲ آوریل ۱۹۸۵) بازیکن فوتبال اهل اسپانیا بود.
از باشگاه‌هایی که در آن بازی کرده‌است می‌توان به باشگاه فوتبال سابادل و باشگاه فوتبال رئال وایادولید اشاره کرد.